# ریکاردو خرس (بازیکن فوتبال، زاده ۱۹۵۶)
ریکاردو خرس (اسپانیایی: Ricardo Jérez‎؛ زادهٔ ۶ اوت ۱۹۵۶) بازیکن فوتبال اهل گواتمالا بود.
وی همچنین در تیم ملی فوتبال گواتمالا بازی کرده است.